# Астуриас, Родриго
Родри́го Асту́риас Ама́до (исп. Rodrigo Asturias Amado, псевдоним — Гаспар Илом (исп. Gaspar Ilom), 30 октября 1939 — 15 июня 2005) — гватемальский революционер, член руководства Повстанческих вооружённых сил и Гватемальского национального революционного объединения.
Сын Мигеля Анхеля Астуриаса (его псевдоним Гаспар Илом взят из романа отца «Маисовые люди»). Изучал право в Чили, впоследствии преподавал в Чилийском университете и Национальном автономном университете Мексики.
С началом Гражданской войны в Гватемале вступил в повстанческие силы Гватемальской партии труда. Его арестовали, судили и отправили в тюрьму, после чего он провёл семь лет в изгнании в Мексике. Он вернулся на родину в 1971 году и участвовал в создании Революционной организации вооружённого народа (Organización Revolucionaria del Pueblo en Armas, ORPA). Когда четыре организации, к трём из которых он был причастен — Повстанческие вооружённые силы, Организация вооружённого народа, Гватемальская партия труда и Партизанская армия бедняков — в 1982 году объединились в Гватемальское национальное революционное единство, Астуриас стал одним из четырёх руководителей блока. Он был единственным из них, кто не участвовал в церемонии подписания мирного соглашения с правительством в 1996 году.
После окончания гражданской войны и восстановления конституционного порядка выдвигался кандидатом на президентских выборах 2003 года, получив 2,6 % голосов избирателей. Умер в своём доме от сердечного приступа.